# Rotfront (Band)

RotFront am Sziget Festival 2010

RotFront (auch mit dem Zusatz: Emigrantski Raggamuffin) ist eine Berliner Band.

## Geschichte
Gegründet wurde die Gruppe im Jahr 2003 als Emigrantski Raggamuffin Kollektiv RotFront von dem Ukrainer Yuriy Gurzhy, der zusammen mit Wladimir Kaminer auch durch die Russendisko in Berlin bekannt wurde, und dem Ungarn Simon Wahorn.
Neben der neunköpfigen Hauptbesetzung variiert die Zahl der Bandmitglieder, so dass manchmal bis zu 15 Personen auf der Bühne sind. Bandmitglied war früher auch die Schauspielerin und Sängerin Dorka Gryllus.
Beim TFF Rudolstadt, einem der bedeutendsten und größten Folkfestivals Europas, wurde 2010 an RotFront der deutsche Weltmusikpreis Ruth in der Kategorie Globale RUTH vergeben.

## Stil und Hintergrund
Die Band verbindet nicht nur die unterschiedlichsten Musikrichtungen wie Rock, Hip-Hop, Dancehall, Reggae, Ska oder Klezmer miteinander, sie bringt auch Musiker vieler Nationalitäten zusammen.
Die Bandmitglieder verstehen sich als politische Musikgruppe, die sich gerade durch ihre Internationalität auszeichnet. So sind oder waren neben dem Ukrainer Gurzhy und dem Ungarn Wahorn Deutsche, Amerikaner, Australier sowie weitere Ungarn in der Band engagiert.
Zum Selbstverständnis:
„Über Politik wird zwar nie gesungen, jedoch wird am eigenen Beispiel bewiesen, wie natürlich und harmonisch der Austausch zwischen verschiedenen Nationalitäten, Musikrichtungen und Kulturen funktionieren kann“
Die Texte der Band RotFront sind in verschiedenen Sprachen verfasst. Zum Einsatz kommen Deutsch, Englisch, Russisch und Ungarisch.
Schon seit dem ersten Album arbeitet die Band mit dem Produzenten Kraans de Lutin zusammen.

## Diskografie

### Alben
- Emigrantski Raggamuffin (2009)
- Visa free (Mai 2011)
- 17 Deutsche Tänze (April 2014)

### Kompilationsbeiträge
- B-Style (Kompilationsbeitrag auf listen to berlin (Berlin Music Commission) 2009)
- Ya Piv (Tiger Hifi Echo Mix) (Kompilationsbeitrag auf dem Sampler radiomultikulti muss bleiben (herausgegeben vom Freundeskreis multikulti e.V. für Radio multicult2.0) 2009)
- Zhenya (P-Town Remix) (Kompilationsbeitrag auf Kaffee Burger (Duplikat Records) 2006)